# Футбол у Сан-Марино
Футбол у Сан-Марино є одним з найпопулярніших видів спорту. Незважаючи на це футбол в державі не може похизуватись жодними досягненнями як на клубному рівні, так і на рівні збірних. Головний керівним органом санмаринського футболу є Футбольна федерація Сан-Марино (ФФС), створена у 1931 році.

## Історія
Футбол в Сан-Марино почав розвиватись на початку 20 століття. Для його управляння 1931 року була створена Футбольна федерація Сан-Марино, яка 1937 року організувала перший національний футбольний турнір — Кубок Сан-Марино. Перші три десятиліття турнір проводився нерегулярно (1937, 1950, 1954, 1958–1961) і лише з 1965 року став проводитись щорічно.

Массімо Боніні — найбільш титулований футболіст Сан-Марино в історії

1960 року був заснований клуб «Сереніссіма» Футбольною федерацією Сан-Марино, щоб мати команду, яка представляє республіку Сан-Марино в Італійській лізі. Клуб був пізніше куплений італійськими підприємцями. Наразі він є єдиним професійним клубом країни, через що не може грати в чемпіонаті Сан-Марино, яке є виключно аматорським.
До 1980-х років футбол Сан-Марино був невизнаний структурами ФІФА і УЄФА, а санмаринські футболісти у міжнародних змаганнях розглядались як італійці. 1985 року федерацією було створено чемпіонат Сан-Марино, а наступного року і Суперкубок країни. Того ж 1986 року вперше була зібрана збірна Сан-Марино, яка зіграла неофіційну гру з олімпійською збірною Канади.
1988 року Футбольна федерація Сан-Марино нарешті була включена до складу ФІФА і УЄФА, після чого санмаринські команди почали брати участь у європейських клубних турнірах, а збірна Сан-Марино у кваліфікаціях на чемпіонати Європи і світу. Перша офіційна гра була зіграна збірною 1990 року в рамках кваліфікаційного турніру Чемпіонату Європи 1992 року, яка закінчилася поразкою 0-4 від збірної Швейцарії.

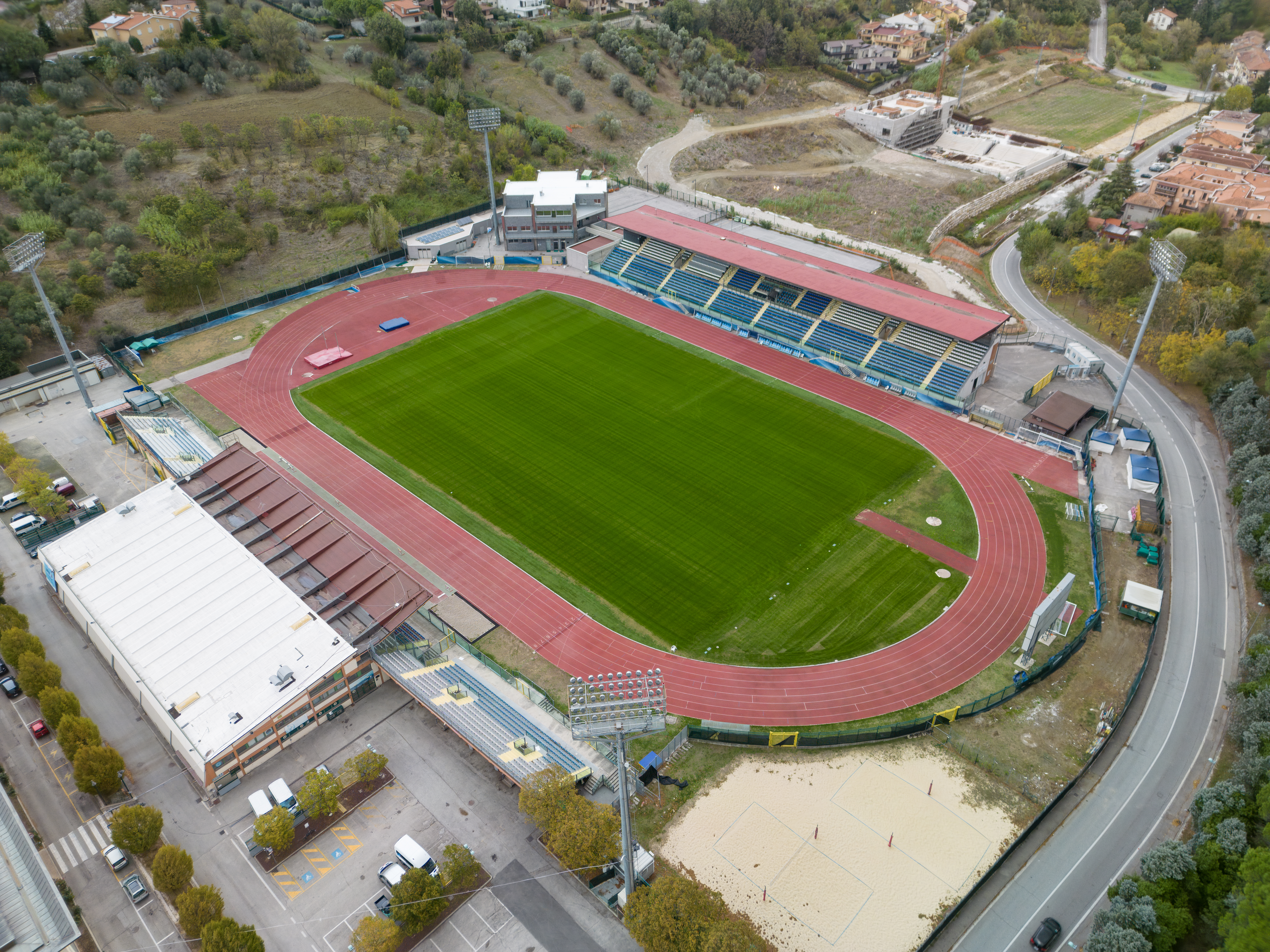
«Олімпійський стадіон» — головний стадіон країни.

У складі новоствореної збірної став виступати Массімо Боніні — санмаринський футболіст, який свого часу у складі туринського «Ювентуса» був володарем міжконтинентального кубка, Суперкубка УЄФА, Кубка чемпіонів УЄФА, Кубка володарів кубків УЄФА, Кубка Італії, а також тричі ставав чемпіоном Італії. А після завершення ігрової кар'єри у 1996—1998 роках він був головним тренером збірної. 2004 року його було визнано найвидатнішим сан-маринським футболістом 50-річчя (1954—2003), крім того, він досі є єдиним футболістом Сан-Марино, що був володарем європейського кубка.
Незважаючи на дуже скромні успіхи на міжнародному рівні, збірна Сан-Марино утримує рекорд найшвидшого голу в історії Кубків Світу. У кваліфікаційному матчі проти Англії 1993 року Давіде Гвалтьєрі забив гол на восьмій секунді матчу, хоча зустріч закінчилася з рахунком 7-1 на користь Англії. У тому ж кваліфікаційному циклі Кубку світу 1994 року збірна Сан-Марино провела, ймовірно, свій найвдаліший матч, коли 28 березня 1993 року зуміла відстояти нульову нічию в домашньому матчі проти Туреччини
Зараз більшість гравців збірної Сан-Марино грають у внутрішньому чемпіонаті країни. Найсильнішими командами цього чемпіонату є «Тре Пенне» і Тре Фйорі. Ліга Сан-Марино є найслабшою лігою в Європі за оцінкою за останні п'ять років. Її команди ніколи не доходили до групових етапів ліги чемпіонів, і Ліги Європи. Найкращим футболістом країни останнього часу є Анді Селва. Саме він є найкращим бомбардиром збірної в історії, а також його гол приніс історичну першу перемогу Сан-Марино над збірною Ліхтенштейну.